# Phalaris
Phalaris L., 1753 è un genere di piante angiosperme monocotiledoni appartenente alla famiglia Poaceae (o Gramineae, nom. cons.). È l'unico genere della sottotribù Phalaridinae Fr., 1835.

## Etimologia
Il nome del genere deriva da un antico nome greco ("phalos" = splendente, luminoso, bianco) usato da Dioscoride (Anazarbe, 40 circa – 90 circa), medico, botanico e farmacista greco antico che esercitò a Roma ai tempi dell'imperatore Nerone, per una specie di erba con spighette lucide. Altre etimologie fa derivare il nome, sempre dal greco antico, da "phalaros" (folaga). I greci chiamavano "falaride" un grano racchiuso in squame bianche simili allo scudo frontale bianco sulla testa di una folaga (Fulica atra).
Il nome scientifico del genere è stato definito da Linneo (1707 – 1778), biologo svedese considerato il padre della moderna classificazione scientifica degli organismi viventi, nella pubblicazione "Species Plantarum" (Sp. Pl. - 1: 54) del 1753. Il nome scientifico della sottotribù è stato definito dal micologo e botanico svedese Elias Magnus Fries (Femsjö, 15 agosto 1794 – Uppsala, 8 febbraio 1878) nella pubblicazione "Corpus Florarum Provincialium Sueciae. I. Floram Scanicam" (Fl. Scan.: 195. 1835) del 1835.

## Descrizione

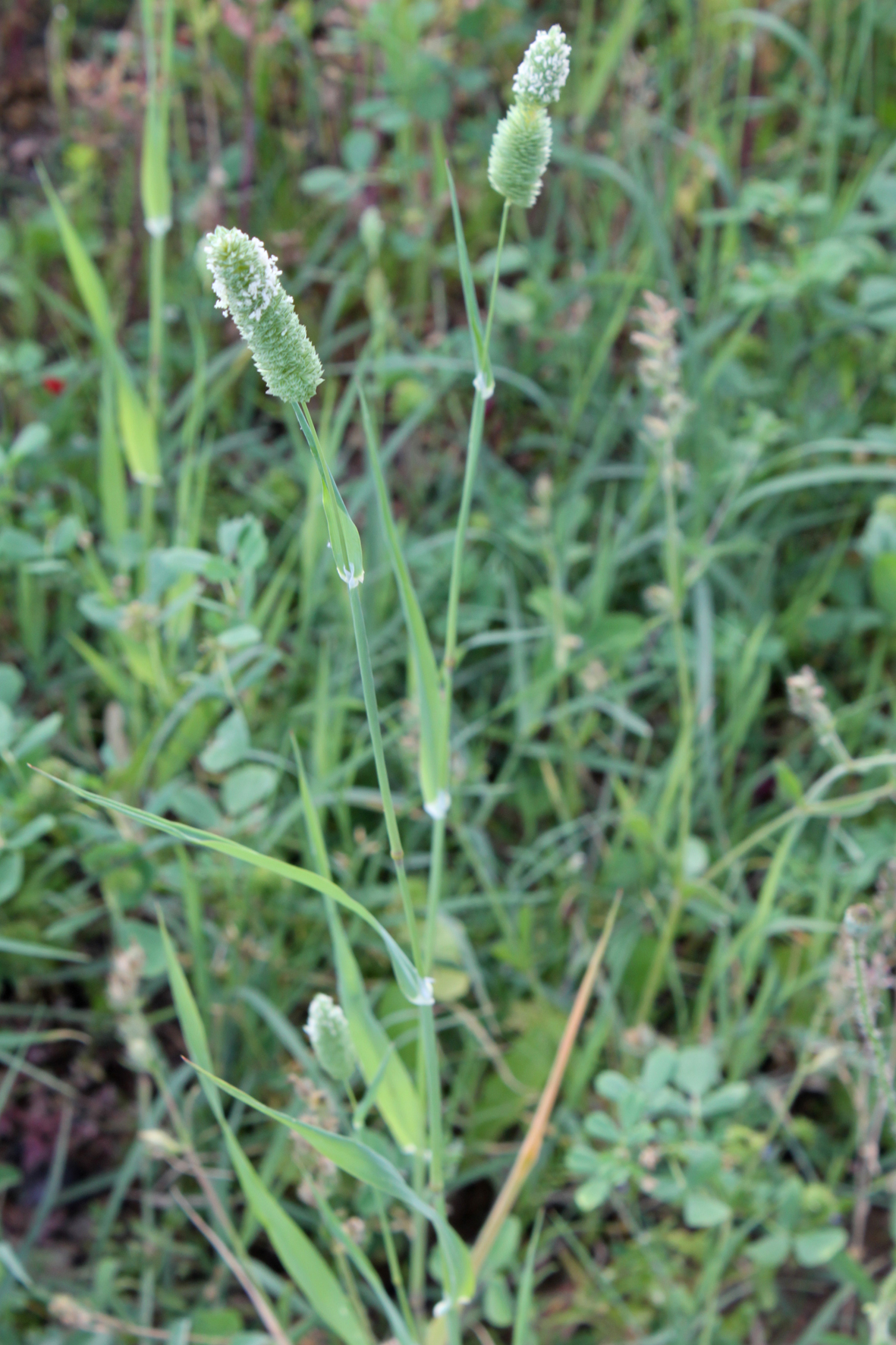
Il portamento
Phalaris brachystachys

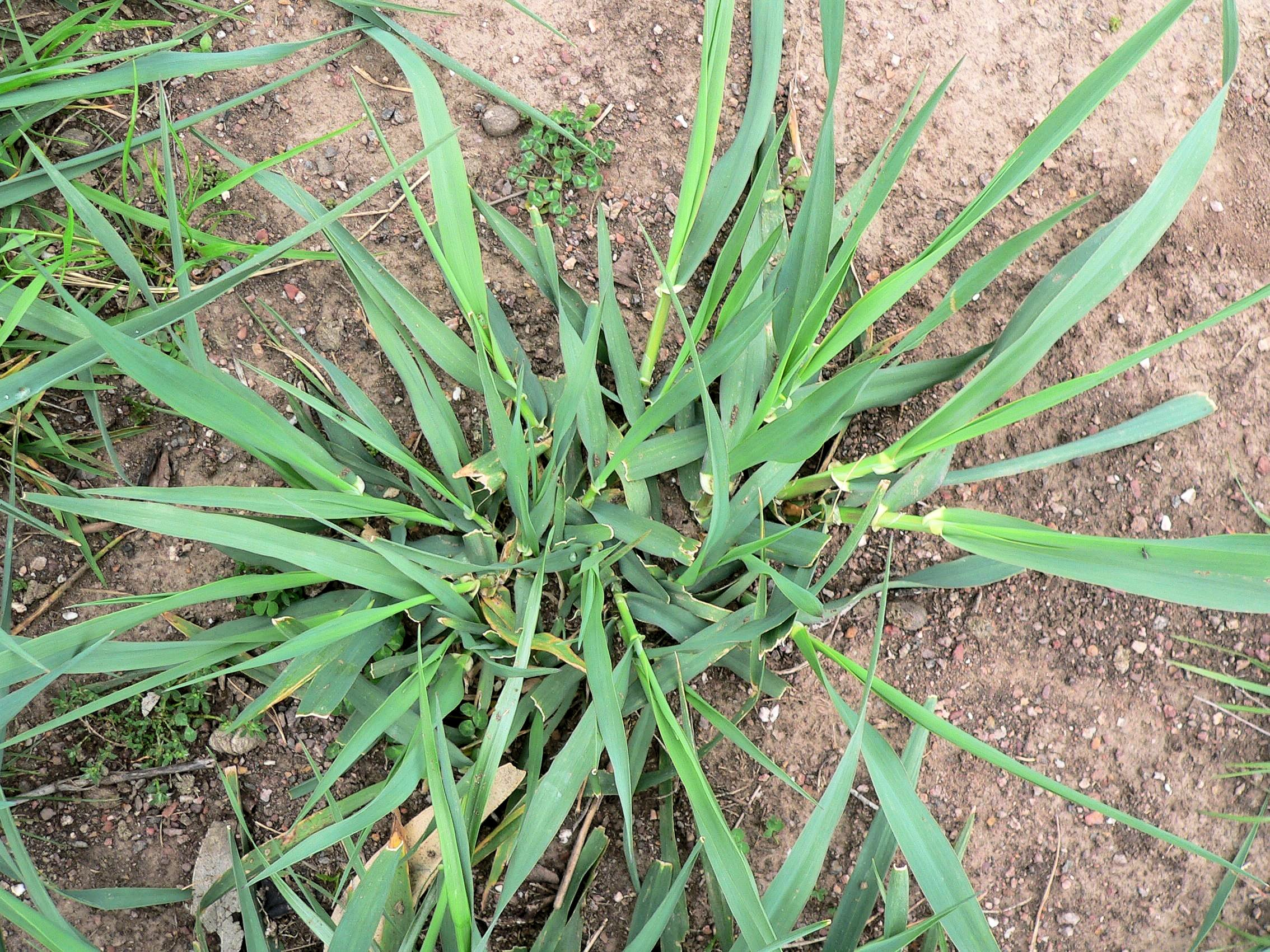
Le foglie
Phalaris aquatica

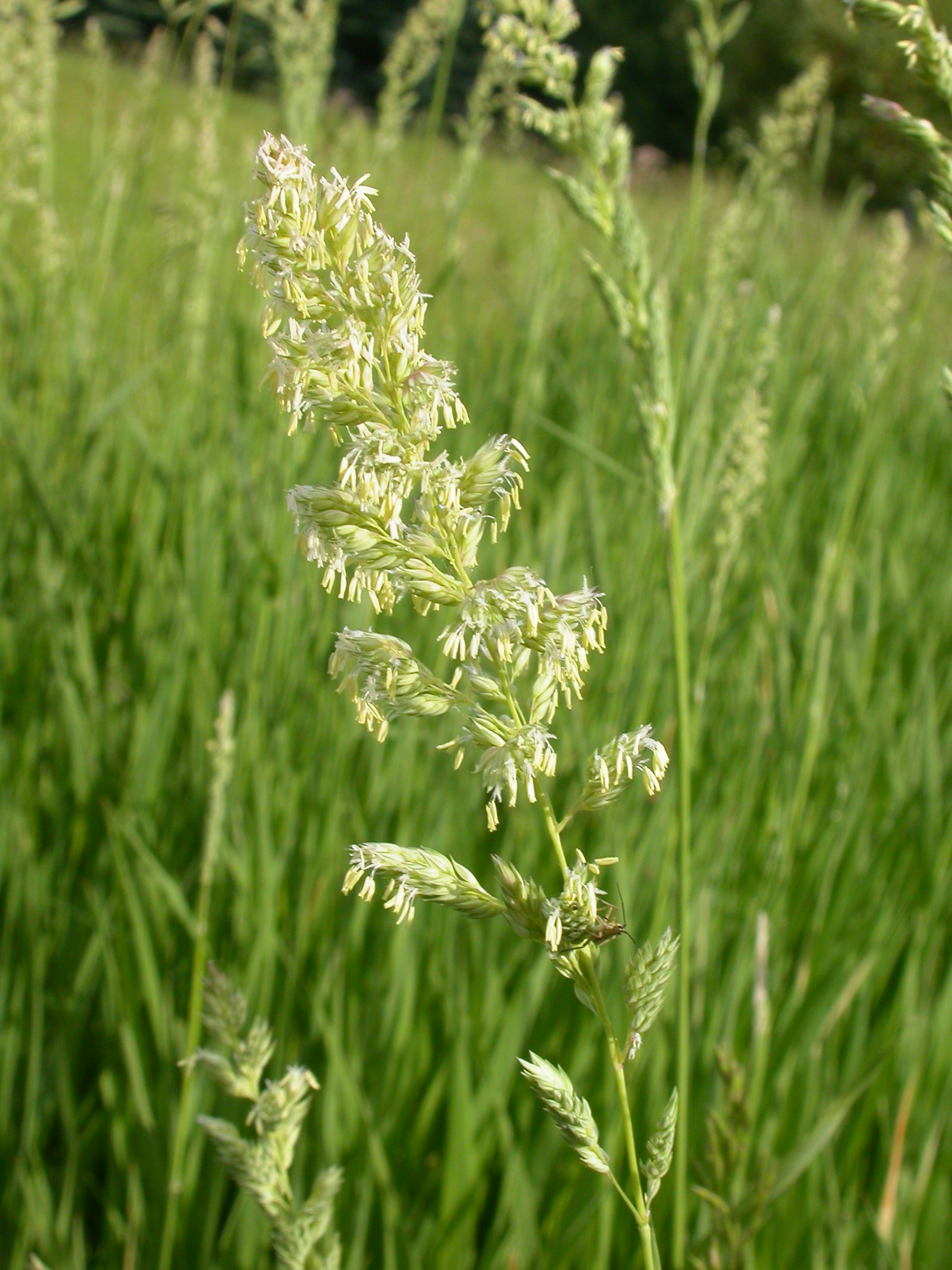
Infiorescenza
Phalaris arundinacea

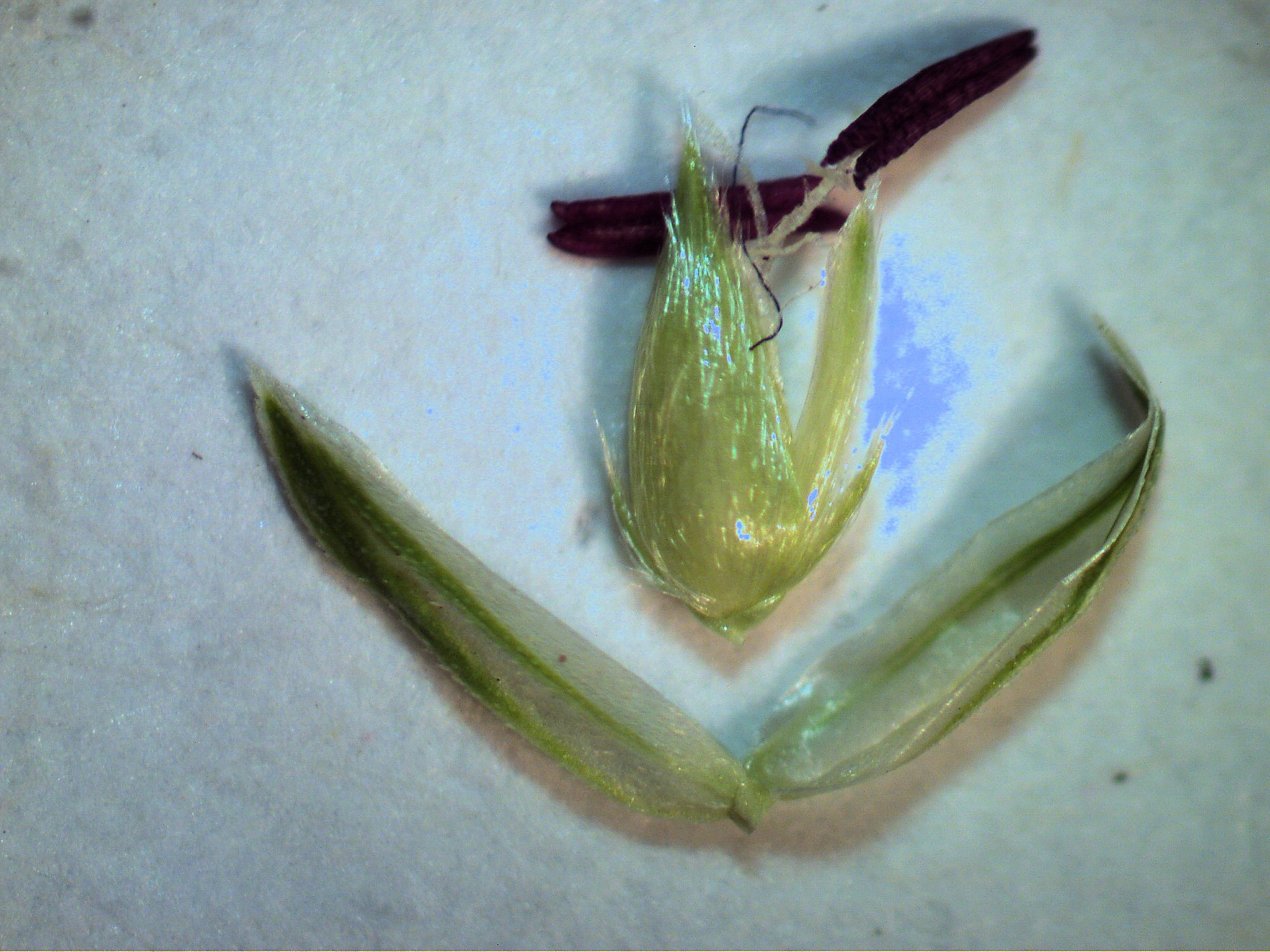
La spighetta
Phalaris angusta

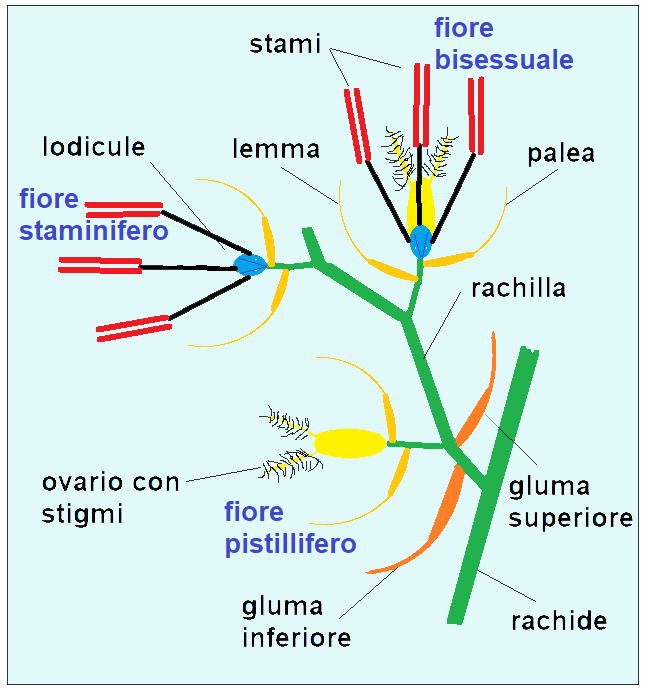
Spighetta generica con tre fiori diversi

Il portamento delle piante di questo genere è cespitoso o rizomatoso (a volte quasi strisciante) con cicli biologici annuali o perenni, con forme biologiche terofite scapose (T scap) nel caso del primo ciclo e emicriptofite cespitose (H caesp) nel secondo caso. In queste piante non sono presenti i micropeli.

### Radici
Le radici sono fascicolate e fibrose.

### Fusto
I culmi, eretti, sono cavi a sezione più o meno rotonda. In alcune specie perenni l'internodo più basso è ingrossato (nodoso-tuberoso) e simile a un cormo.

### Foglie
Le foglie lungo il culmo sono disposte in modo alterno, sono distiche e si originano dai vari nodi. Sono composte da una guaina, una ligula e una lamina. Le venature sono parallelinervie. Non sono presenti i pseudopiccioli e, nell'epidermide delle foglia, le papille.
- Guaina: la guaina è abbracciante il fusto e in genere è priva di auricole.
- Ligula: la ligula è membranosa e a volte è cigliata.
- Lamina: la lamina, piana, ha delle forme generalmente lineari-acuminate.

### Infiorescenza
Infiorescenza principale (sinfiorescenza o semplicemente spiga): le infiorescenze, ascellari e terminali, in genere sono ramificate e sono formate da alcune spighette ed hanno la forma di una pannocchia più o meno aperta oppure sono spiciformi e appuntite. La fillotassi dell'inflorescenza inizialmente è a due livelli, anche se le successive ramificazioni la fa apparire a spirale.

### Spighetta
Infiorescenza secondaria (o spighetta): le spighette brevemente peduncolate, compresse lateralmente, sono sottese da due brattee distiche e strettamente sovrapposte chiamate glume (inferiore e superiore). Le spighette sono bisessuali con un fiore oppure se sono in grappoli hanno un fiore ermafrodita terminale e uno o due fiori sterili basali ridotti a semplici lemmi. Alla base di ogni fiore sono presenti due brattee: la palea e il lemma. La disarticolazione avviene con la rottura della rachilla sopra le glume (o sotto la spighetta). 
- Glume: le glume, entrambe uguali, sono più lunghe dei fiori ed hanno delle forme carenate e apici troncati. La carena si presenta con un espandimento membranoso (ala) di interesse tassonomico. Le glume sono tri-nervate.
- Palea: la palea è un profillo con due venature; può essere cigliata. La palea dei fiori bisessuali è levigata e dura.
- Lemma: il lemma a volte è pubescente. Il lemma dei fiori bisessuali è levigato e duro con apici acuti o acuminati. Il lemma è penta-nervato.

### Fiori
I fiori fertili sono attinomorfi formati da 3 verticilli: perianzio ridotto, androceo e gineceo.
- Formula fiorale:[10]

*, P 2, A (1-)3(-6), G (2–3) supero, cariosside.
- Il perianzio è ridotto e formato da due lodicule, delle squame traslucide, poco visibili (forse relitto di un verticillo di 3 sepali). Le lodicule sono membranose e non vascolarizzate.
- L'androceo è composto da 3 stami ognuno con un breve filamento libero, una antera sagittata e due teche. Le antere sono basifisse con deiscenza laterale. Il polline è monoporato.
- Il gineceo è composto da 3-(2) carpelli connati formanti un ovario supero. L'ovario, pubescente (ma anche glabro) e con forme ovoidi-allungate, ha un solo loculo con un solo ovulo subapicale (o quasi basale). L'ovulo è anfitropo e semianatropo e tenuinucellato o crassinucellato. Lo stilo, breve, è unico con due stigmi papillosi e distinti.

### Frutti
I frutti sono del tipo cariosside, ossia sono dei piccoli chicchi indeiscenti, con forme ovoidali, nei quali il pericarpo è formato da una sottile parete che circonda il singolo seme. In particolare il pericarpo è fuso al seme ed è aderente. L'endocarpo non è indurito e l'ilo è lungo-lineare. L'embrione è piccolo e provvisto di epiblasto ha un solo cotiledone altamente modificato (scutello senza fessura) in posizione laterale. I margini embrionali della foglia non si sovrappongono.

## Biologia
Come gran parte delle Poaceae, le specie di questo genere si riproducono per impollinazione anemogama. Gli stigmi più o meno piumosi sono una caratteristica importante per catturare meglio il polline aereo. 
La dispersione dei semi avviene inizialmente a opera del vento (dispersione anemocora) e una volta giunti a terra grazie all'azione di insetti come le formiche (mirmecoria).
Alcune specie di Phalaris contengono l'alcaloide gramina, che, negli ovini e in misura minore nei bovini, è tossica e può causare danni al sistema nervoso centrale e ad altri organi; può provocare anche la morte. Le specie più rischiose sono: Phalaris arundinacea, Phalaris aquatica e Phalaris brachystachys.

## Distribuzione e habitat
La distribuzione delle specie di questo genere è relativa alle regioni temperate di tutto il mondo.

### Specie della zona alpina
Delle otto specie presenti nella flora spontanea italiana, due vivono sull'arco alpino. La tabella seguente mette in evidenza alcuni dati relativi all'habitat, al substrato e alla distribuzione delle specie alpine.
| Specie | Comunità vegetali | Piani vegetazionali | Substrato | pH     | Livello trofico | H2O     | Ambiente | Zona alpina                              |
| --- | ----------------- | ------------------- | --------- | ------ | --------------- | ------- | -------- | ---------------------------------------- |
| P. arundinacea | 6                 | montano collinare   | Ca - Si   | neutro | alto            | bagnato | A4       | tutto l'arco alpino                      |
| P. canariensis | 2                 | collinare           | Ca - Si   | neutro | alto            | medio   | B2 B5    | tutto l'arco alpino ma con discontinuità |
| Legenda e note alla tabella. Substrato: con “Ca/Si” si intendono rocce di carattere intermedio (calcari silicei e simili). Zona alpina: vengono prese in considerazione solo le zone alpine del territorio italiano (sono indicate le sigle delle province). Comunità vegetali: 2 = comunità terofitiche pioniere nitrofile; 6 = comunità delle megaforbie acquatiche. Ambienti: A4 = ambienti umidi, temporaneamente inondati o a umidità variabile; B2 = ambienti ruderali, scarpate; B5 = rive, vicinanze corsi d'acqua. |                   |                     |           |        |                 |         |          |                                          |

## Tassonomia
La famiglia delle Poacee comprende circa 800 generi e oltre 9.000 specie. È una delle famiglie più numerose e più importanti del gruppo delle monocotiledoni. La famiglia è suddivisa in 12 sottofamiglie, la sottotribù Phalaridinae fa parte della sottofamiglia Pooideae, tribù Poeae.

### Specie
Il genere Phalaris comprende le seguenti specie:
- Phalaris amethystina Trin.
- Phalaris angusta Nees ex Trin.
- Phalaris aquatica L.
- Phalaris arundinacea L.
- Phalaris brachystachys Link
- Phalaris californica Hook. & Arn.
- Phalaris canariensis L.
- Phalaris caroliniana Walter
- Phalaris coerulescens Desf.
- Phalaris × daviesii S.T.Blake
- Phalaris lemmonii Vasey
- Phalaris lindigii Baldini
- Phalaris maderensis (Menezes) Menezes
- Phalaris minor Retz.
- Phalaris paradoxa L.
- Phalaris peruviana H.Scholz & Gutte
- Phalaris platensis Henrard ex Wacht.
- Phalaris rotgesii (Husn.) Litard.
- Phalaris truncata Guss. ex Bertol.

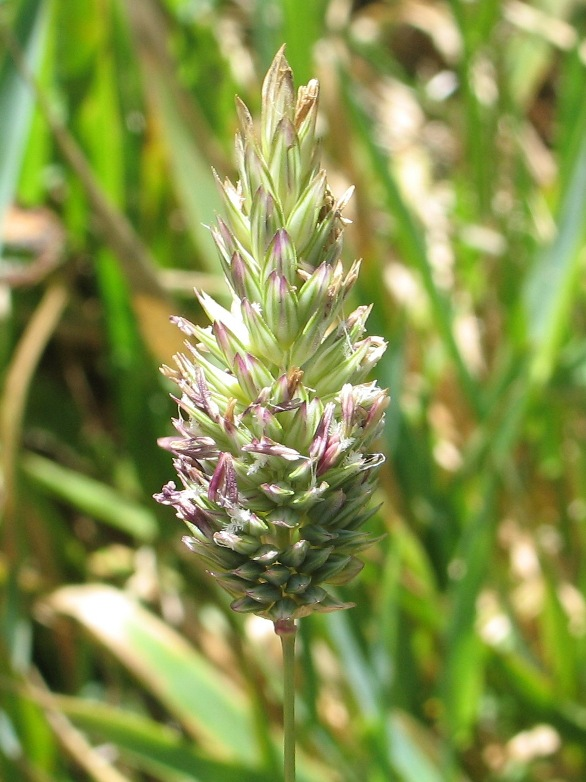
Phalaris californica
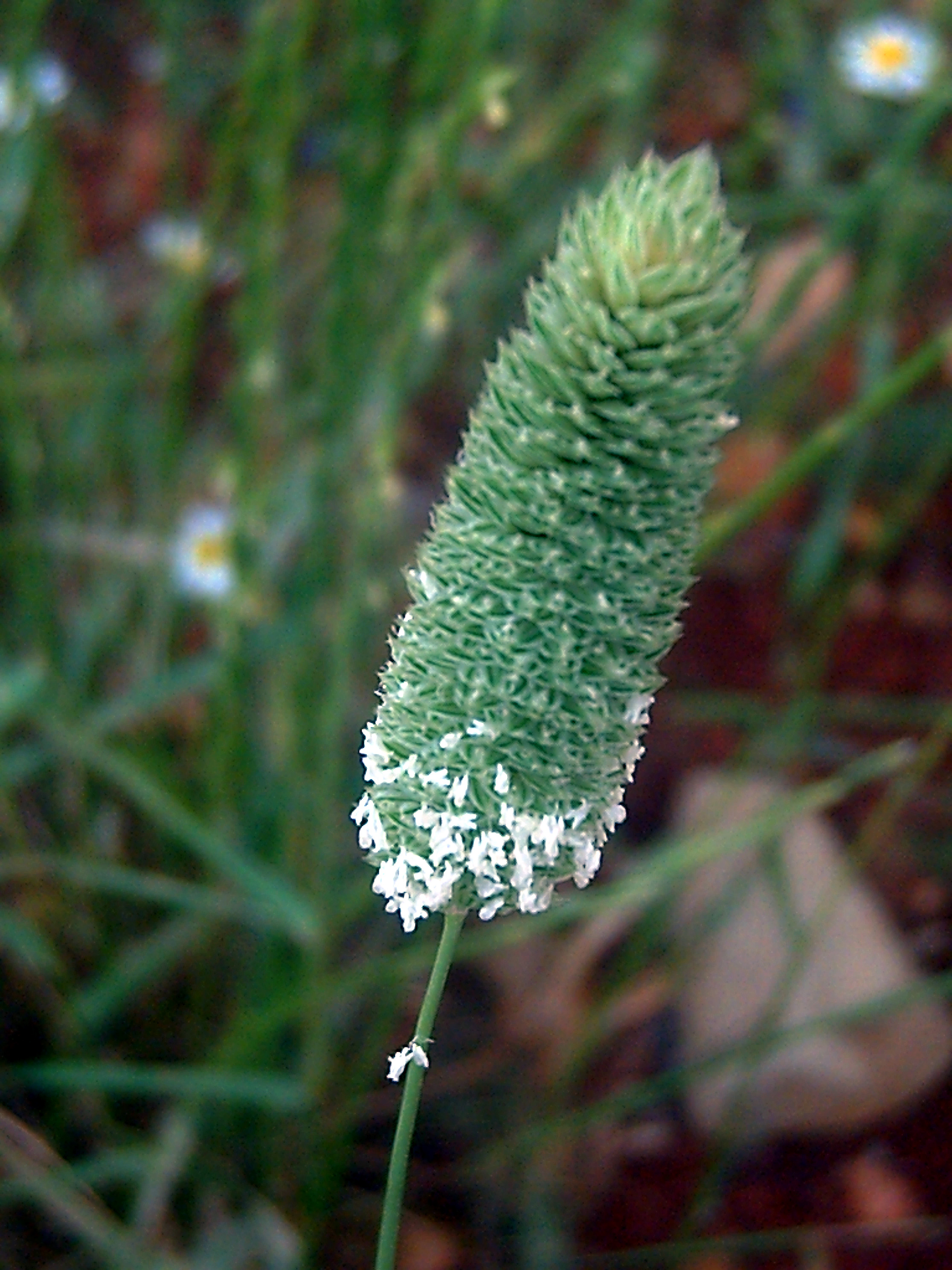
Phalaris canariensis
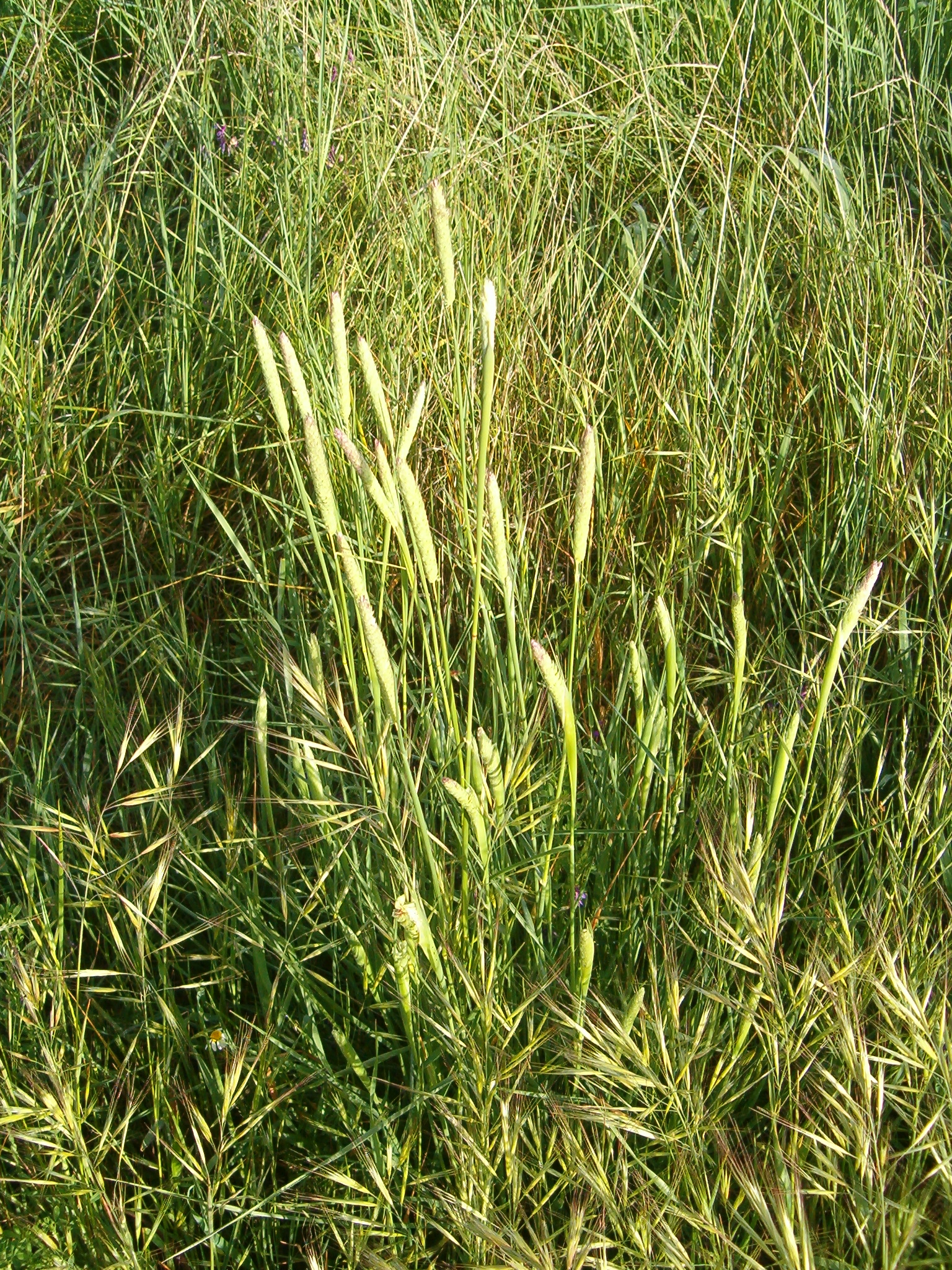
Phalaris coerulescens
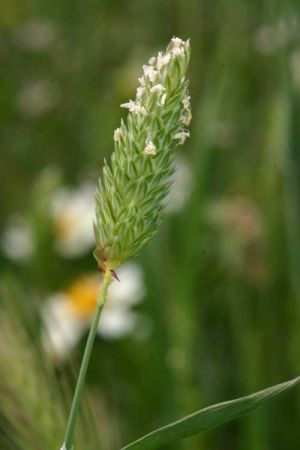
Phalaris minor
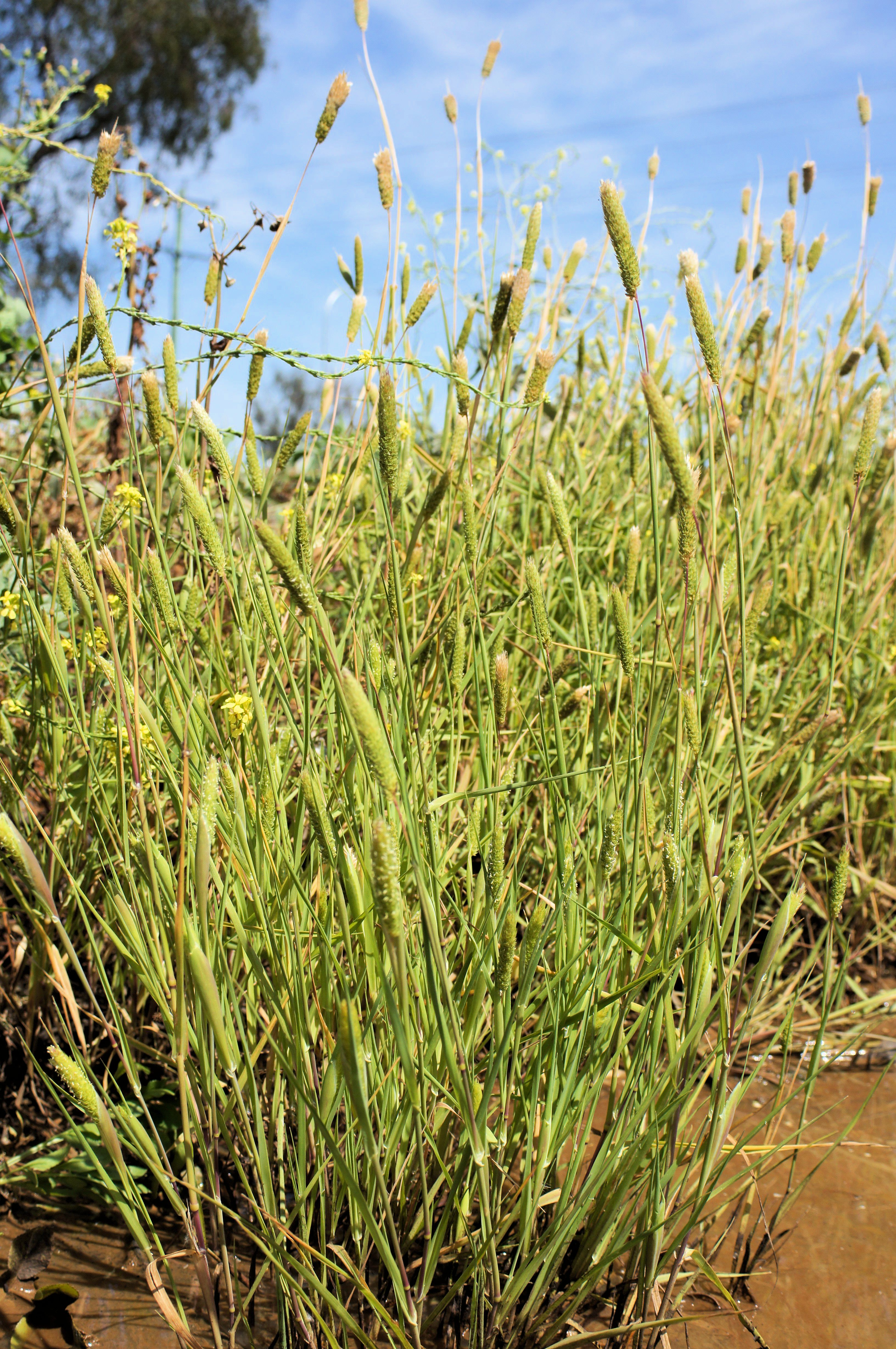
Phalaris paradoxa

### Filogenesi
La sottotribù Phalaridinae fa parte della tribù Poeae Dumort., 1824 e quindi della supertribù Poodae L. Liu, 1980. La tribù Poeae (formata da diverse sottotribù suddivise in diverse supersottotribù) è l'ultimo nodo della sottofamiglia Pooideae ad essersi evoluto (gli altri precedenti sono la tribù Brachyelytreae, e le supertribù Nardodae, Melicodae, Stipodae e Triticodae). All'interno della tribù, la sottotribù Phalaridinae appartiene al gruppo con le sequenze dei plastidi di tipo "Poeae" (definito "Poeae chloroplast groups 1" o anche "Plastid Group 1 (Poeae-type)"). Il gruppo comprendente quattro sottotribù: Torreyochloinae, Aveninae, Anthoxanthinae e Phalaridinae. La posizione filogenetica della sottotribù non è ancora ben definita, secondo gli ultimi studi risulta formare un "gruppo fratello" con Anthoxanthinae. Nelle precedenti analisi filogenetiche la sottotribù Phalaridinae comprendeva anche il genere Anthoxanthum L., ora incluso in un'altra sottotribù (Anthoxanthinae).
Le seguenti sono sinapomorfie relative a tutta la sottofamiglie (Pooideae):
- la fillotassi dell'inflorescenza inizialmente è a due livelli;
- le spighette sono compresse lateralmente;
- i margini embrionali della foglia non si sovrappongono;
- l'embrione è privo della fessura scutellare.

Le sinapomorfie relative alla tribù sono:
- l'ilo è puntiforme;
- nell'endosperma sono presenti dei lipidi.

Per il genere Phalaris è indicata la seguente sinapomorfia:
- i due fiori sterili in posizione prossimale sono ridotti a dei lemmi a forma di lembi.

Tradizionalmente le phalaris della flora spontanea italiana si dividono in due sezioni:
- Baldingera: a questa sezione appartiene la specie P. arundinacea con pannocchie ramoso-aperte e carena delle glume non alata;
- Euphalaris: in questa sezione le specie hanno le pannocchie spiciformi e compatte e la carena delle glume è alata.

Attualmente il genere Phalaris viene suddiviso in subgeneri e sezioni:
| Subgenere   | Sezione       | Specie                                                                           |
| ----------- | ------------- | -------------------------------------------------------------------------------- |
| Phalaroides | Caroliniana   | P. amethystina P. californica P. caroliniana P. angusta P. lemmonii P. platensis |
| Phalaroides | Phalaroides   | P. arundinacea P. peruviana                                                      |
| Phalaroides | Bulbophalaris | P. paradoxa P. minor P. maderensis P. aquatica P. lindigii                       |
| Phalaroides | Heterachne    | P. coerulescens                                                                  |
| Phalaris    | Phalaris      | P. truncata P. brachystachys P. canariensis                                      |

ll cladogramma tratto dagli studi citati e semplificato mostra l'attuale struttura filogenetica del genere.
|  | P. californica |
|  |                |
|  | P. caroliniana |
|  |                |
|  | P. amethystina |
|  |                |
|  | P. angusta     |
|  |                |
|  | P. platensis   |
|  |                |
|  | P. lemmonii    |
|  |                |

|  | P. peruviana   |
|  |                |
|  | P. arundinacea |
|  |                |

|  | P. californica |
|  |                |
|  | P. caroliniana |
|  |                |
|  | P. amethystina |
|  |                |
|  | P. angusta     |
|  |                |
|  | P. platensis   |
|  |                |
|  | P. lemmonii    |
|  |                |

|  | P. peruviana   |
|  |                |
|  | P. arundinacea |
|  |                |

|  | P. aquatica |
|  |             |
|  | P. lindigii |
|  |             |

|  | P. minor        |
|  |                 |
|  | P. madarensis   |
|  |                 |
|  | P. paradoxa     |
|  |                 |
|  | P. coerulescens |
|  |                 |

|  | P. aquatica |
|  |             |
|  | P. lindigii |
|  |             |

|  | P. minor        |
|  |                 |
|  | P. madarensis   |
|  |                 |
|  | P. paradoxa     |
|  |                 |
|  | P. coerulescens |
|  |                 |

|  | P. californica |
|  |                |
|  | P. caroliniana |
|  |                |
|  | P. amethystina |
|  |                |
|  | P. angusta     |
|  |                |
|  | P. platensis   |
|  |                |
|  | P. lemmonii    |
|  |                |

|  | P. peruviana   |
|  |                |
|  | P. arundinacea |
|  |                |

|  | P. californica |
|  |                |
|  | P. caroliniana |
|  |                |
|  | P. amethystina |
|  |                |
|  | P. angusta     |
|  |                |
|  | P. platensis   |
|  |                |
|  | P. lemmonii    |
|  |                |

|  | P. peruviana   |
|  |                |
|  | P. arundinacea |
|  |                |

|  | P. aquatica |
|  |             |
|  | P. lindigii |
|  |             |

|  | P. minor        |
|  |                 |
|  | P. madarensis   |
|  |                 |
|  | P. paradoxa     |
|  |                 |
|  | P. coerulescens |
|  |                 |

|  | P. aquatica |
|  |             |
|  | P. lindigii |
|  |             |

|  | P. minor        |
|  |                 |
|  | P. madarensis   |
|  |                 |
|  | P. paradoxa     |
|  |                 |
|  | P. coerulescens |
|  |                 |

|  | P. truncata      |
|  |                  |
|  | P. brachystachys |
|  |                  |
|  | P. canariensis   |
|  |                  |

|  | P. californica |
|  |                |
|  | P. caroliniana |
|  |                |
|  | P. amethystina |
|  |                |
|  | P. angusta     |
|  |                |
|  | P. platensis   |
|  |                |
|  | P. lemmonii    |
|  |                |

|  | P. peruviana   |
|  |                |
|  | P. arundinacea |
|  |                |

|  | P. californica |
|  |                |
|  | P. caroliniana |
|  |                |
|  | P. amethystina |
|  |                |
|  | P. angusta     |
|  |                |
|  | P. platensis   |
|  |                |
|  | P. lemmonii    |
|  |                |

|  | P. peruviana   |
|  |                |
|  | P. arundinacea |
|  |                |

|  | P. aquatica |
|  |             |
|  | P. lindigii |
|  |             |

|  | P. minor        |
|  |                 |
|  | P. madarensis   |
|  |                 |
|  | P. paradoxa     |
|  |                 |
|  | P. coerulescens |
|  |                 |

|  | P. aquatica |
|  |             |
|  | P. lindigii |
|  |             |

|  | P. minor        |
|  |                 |
|  | P. madarensis   |
|  |                 |
|  | P. paradoxa     |
|  |                 |
|  | P. coerulescens |
|  |                 |

|  | P. californica |
|  |                |
|  | P. caroliniana |
|  |                |
|  | P. amethystina |
|  |                |
|  | P. angusta     |
|  |                |
|  | P. platensis   |
|  |                |
|  | P. lemmonii    |
|  |                |

|  | P. peruviana   |
|  |                |
|  | P. arundinacea |
|  |                |

|  | P. californica |
|  |                |
|  | P. caroliniana |
|  |                |
|  | P. amethystina |
|  |                |
|  | P. angusta     |
|  |                |
|  | P. platensis   |
|  |                |
|  | P. lemmonii    |
|  |                |

|  | P. peruviana   |
|  |                |
|  | P. arundinacea |
|  |                |

|  | P. aquatica |
|  |             |
|  | P. lindigii |
|  |             |

|  | P. minor        |
|  |                 |
|  | P. madarensis   |
|  |                 |
|  | P. paradoxa     |
|  |                 |
|  | P. coerulescens |
|  |                 |

|  | P. aquatica |
|  |             |
|  | P. lindigii |
|  |             |

|  | P. minor        |
|  |                 |
|  | P. madarensis   |
|  |                 |
|  | P. paradoxa     |
|  |                 |
|  | P. coerulescens |
|  |                 |

|  | P. truncata      |
|  |                  |
|  | P. brachystachys |
|  |                  |
|  | P. canariensis   |
|  |                  |

I numeri cromosomici delle specie di questo genere sono 2n = 12, 14, 28, 29 e 42.

### Specie della flora italiana
Per meglio comprendere ed individuare le varie specie del genere (solamente per le specie spontanee della flora italiana) l’elenco seguente utilizza in parte il sistema delle chiavi analitiche (vengono cioè indicate solamente quelle caratteristiche utili a distingue una specie dall'altra)..
- Gruppo 1A: il ciclo biologico delle piante è perenne;

- Gruppo 2A: il portamento delle piante è cespuglioso con fusti poco ingrossati alla base; l'ala delle glume non si prolunga fino all'apice;

- Phalaris truncata Guss. - Scagliola troncata: l'altezza della pianta è di 3 - 10 dm; la forma biologica è emicriptofita cespitosa (H caesp); il tipo corologico è Sud Mediterraneo; gli habitat tipici sono gli incolti argillosi e umidi; in Italia è una specie rara e presente in modo discontinuo su tutto il territorio fino ad una altitudine di 500 m s.l.m..

- Gruppo 2B: il portamento delle piante è bulboso alla base; l'ala delle glume si prolunga fino all'apice;

- Phalaris coerulescens Desf. - Scagliola cangiante: i bordi dell'ala delle glume sono dentato-erosi; la forma delle glume è brevemente cuspidata; i fiori ermafroditi portano alla base 2 lemmi sterili brevi o subnulli; l'altezza della pianta è di 4 - 10 dm; la forma biologica è emicriptofita cespitosa (H caesp); il tipo corologico è Steno-Mediterraneo / Macaronesico; gli habitat tipici sono gli incolti, i margini dei campi e delle vie; in Italia è una specie rara e presente soprattutto al Centro e Sud fino ad una altitudine di 1.000 m s.l.m..
- Phalaris aquatica L. - Scagliola bulbosa: i bordi dell'ala delle glume sono interi; la forma delle glume è mutica; è presente un solo lemma sterile lungo 1/3 del lemma fertile; l'altezza della pianta è di 5 - 15 dm; la forma biologica è emicriptofita cespitosa (H caesp); il tipo corologico è Steno-Mediterraneo / Macaronesico; gli habitat tipici sono gli incolti, i margini dei campi e delle vie; in Italia è una specie rara e presente soprattutto al Centro e Sud fino ad una altitudine di 700 m s.l.m.. Nella pubblicazione "Flora d'Italia" questa specie è chiamata Phalaris bulbosa L..

- Gruppo 1A: il ciclo biologico delle piante è annuale;

- Gruppo 3A: le spighette sono raggruppate a 5 - 7, delle quali solo una è fertile (le altre sono sterili); le glume sono aristate con le ali terminanti in un mucrone; il lemma fertile è glabro;

- Phalaris paradoxa L. - Scagliola sterile: l'altezza della pianta è di 3 - 5 dm; la forma biologica è terofita scaposa (T scap); il tipo corologico è Steno-Mediterraneo; gli habitat tipici sono le aree coltivate, i bordi delle vie e le siepi; in Italia è una specie comune e presente soprattutto al Centro e Sud fino ad una altitudine di 800 m s.l.m..

- Gruppo 3B: le spighette sono tutte fertili; le ali sono decorrenti sulla carena delle glume, fino all'apice di esse; il lemma fertile è finemente pubescente;

- Gruppo 4A: la pannocchia è subcilindrica (la lunghezza è tre volte il diametro, o più); i bordi dell'ala delle glume sono dentato-erosi (o raramente interi);

- Phalaris minor Retz. - Scagliola minore: l'altezza della pianta è di 1 - 6 dm; la forma biologica è terofita scaposa (T scap); il tipo corologico è Paleo-subtropicale; gli habitat tipici sono gli incolti e i bordi delle vie; in Italia è una specie rara e presente soprattutto al Centro e Sud fino ad una altitudine di 1.000 m s.l.m..

- Gruppo 4B: la pannocchia ha delle forme ovate (la lunghezza è due volte il diametro, o meno); i bordi dell'ala delle glume sono interi;

- Phalaris brachystachys Link - Scagliola cangiante: i lemmi sterili sono ridotti a delle squame minori di 1 mm; l'altezza della pianta è di 3 - 6 dm; la forma biologica è terofita scaposa (T scap); il tipo corologico è Steno-Mediterraneo; gli habitat tipici sono i campi, gli oliveti e le vigne; in Italia è una specie comune e presente su tutto il territorio fino ad una altitudine di 1.000 m s.l.m..
- Phalaris canariensis L. - Scagliola comune: i lemmi serili sono lunghi 3 mm (1/2 del lemma fertile); l'altezza della pianta è di 3 - 5 dm; la forma biologica è terofita scaposa (T scap); il tipo corologico è Macaronesico; gli habitat tipici sono le aree incolte, le zone a macerie e i ruderi; in Italia è una specie comune e presente su tutto il territorio fino ad una altitudine di 1.000 m s.l.m..

Alla lista di cui sopra va aggiunta la seguente specie (chiamata nella pubblicazione "Flora d'Italia" Thyphoides arundinacea (L) Moench.):
- Phalaris arundinacea L. - Scagliola palustre: l'altezza della pianta è di 7 - 15 dm; la forma biologica è elofita (He); il tipo corologico è Circumboreale; gli habitat tipici sono le sponde, i canali, i fossi e gli stagni; in Italia è una specie comune Nord e al Centro (un po' meno al Sud) fino ad una altitudine di 1.600 m s.l.m..